# 奧斯陸 (明尼蘇達州)
奧斯陸（英語：Oslo）是一個位於美國明尼蘇達州馬歇爾縣的城市。

## 歷史
奧斯陸的郵局自1907年起營運至今。此地得名自挪威首都奥斯陆。

## 人口
根據2020年美國人口普查的數據，奧斯陸的面積為1.01平方千米，當中陸地面積為0.96平方千米，而水域面積為0.05平方千米。當地共有人口239人，而人口密度為每平方千米237人。